# Jerónimo Osório

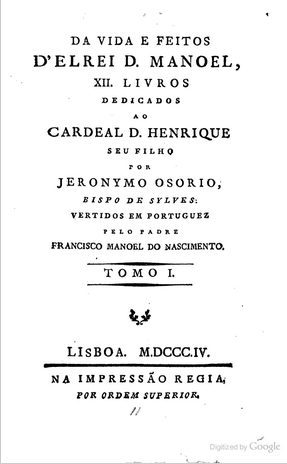
Jerónimo Osório (1506-1580)

Jerónimo Osório da Fonseca Osório (1506, Lisabon, Portugalské království - 20. srpna 1580, Tavira, Portugalské království) byl portugalský teolog, humanista a historik.

## Život
Kořeny jeho rodiny byly španělské, ale jeho předci museli ze Španělska odejít za vlády Ferdinanda Kastilského a útočiště našli v Portugalském království. Otec se stal guvernérem Indie, takže Osóriova rodina patřila v Portugalsku k velmi významným a vlivným, čemuž odpovídalo i vzdělání, které bylo Jerónimu Osóriovi dopřáno. Studoval v intelektuálním centru Pyrenejského poloostrova v Salamance, kde se naučil latinsky a řecky. Pak vstoupil k johanitům a odešel na ostrov Rhodos. Po smrti otce se vrátil do Portugalska a odtud odešel na studia do Paříže, kde se věnoval především Aristotelově dílu a stal se proslulým filozofem. V Paříži se také seznámil se zakladatelem jezuitského řádu, z Baskicka pocházejícím Ignácem z Loyoly, a především se spoluzakladatelem řádu Petrem Faberem. Po návratu do Portugalska se pak stal mocným přímluvcem Societatis Jesu u portugalského krále Jana III. a vychovatelem v královské rodině. Osório byl jmenován profesorem na univerzitě v Coimbře, později učil na učilišti v Bologni, působil i v Římě, Parmě či Seville. Vedle univerzitní intelektuální kariéry se vyvíjela i jeho kariéra v rámci katolické církve, když se stal v roce 1564 biskupem v Silves.

## Dílo
Jeho dílo obsahuje řadu děl teologických, filozofických, historických, politických psaných v latině. Patřil k čelným postavám katolické reformace a byl velmi čten i ctěn v celém západním katolickém světě. Pro svoji jazykovou vytříbenost byl taktéž nazýván portugalským Ciceronem. Jeho knihovna je umístěna v dnešní Bodleian Library v Oxfordu. K jeho hlavním dílům patří práce „De gloria et nobilitate civile et Christiana“, „De justitia“, „De regis institutione el disciplina“, „De vera sapientia“, „De rebus Emmanuelis“. Část jeho děl byla přeložena do francouzštiny a angličtiny.